# Gătaia
Gătaia (in ungherese Gátalja, in tedesco Gothal, Gataja o Gatei) è una città della Romania di 6 158 abitanti, ubicata nel distretto di Timiș, nella regione storica del Banato.
Fanno parte dell'area amministrativa anche le località di Butin, Percosova, Sculia, Șemlacu Mare e Șemlacu Mic.
Nel 2004 si sono staccate da Gătaia le località di Berecuța, Birda, Mânăstire e Sângeorge, andate a formare il comune di Birda.